# Alternanthera mollis
Alternanthera mollis là loài thực vật có hoa thuộc họ Dền. Loài này được (B.L.Rob.) Loes. mô tả khoa học đầu tiên năm 1916.